# Isodectes
L'isodecte (gen. Isodectes) è un anfibio temnospondilo estinto, appartenente agli dvinosauri. Visse tra il Carbonifero superiore e il Permiano inferiore (circa 307 - 272 milioni di anni fa) e i suoi resti fossili sono stati ritrovati in Nordamerica. 

## Descrizione
Questo animale, simile a una salamandra, possedeva un corpo allungato e zampe corte ma ben ossificate. Le vertebre presacrali erano circa una trentina, decisamente in sovrannumero rispetto alla maggior parte dei tetrapodi basali e degli altri anfibi. Il cranio, di forma pressoché triangolare se visto dall'alto, era largo e dotato di un muso corto. Come l'affine Acroplous, Isodectes possedeva corna tabulari sottili, un parasfenoide dotato di una piastra basale alata, placche dermiche rettangolari lungo il margine mediale della mandibola e un ilio dotato di una cresta dorsale allungata. 

## Classificazione
Il genere Isodectes venne istituito da Edward Drinker Cope nel 1896, per accogliere la specie Isodectes obtusus precedentemente descritta dallo stesso Cope e attribuita variamente nel corso degli anni ai generi Dendrerpeton, Saurerpeton e Tuditanus. Numerosi fossili attribuibili a questa specie sono stati ritrovati in numerosi giacimenti nordamericani, come quello di Linton (Ohio) del Carbonifero superiore, o nella formazione Arroyo della contea di Baylor (Texas), risalente al Permiano inferiore. Il range temporale di questa specie sembrerebbe essere stato, incredibilmente, di circa 30 milioni di anni. In ogni caso il genere Isodectes è stato evidentemente di grande successo, essendo cambiato pochissimo in un lungo periodo di tempo. Alla specie I. obtusus sono state attribuite numerose altre specie che in precedenza erano state ascritte ad altri generi di anfibi e tetrapodi arcaici, come Acheloma, Colosteus, Sauropleura, Trimerorhachis, Eobrachyops. 
Isodectes è considerato un rappresentante degli dvinosauri, un gruppo di anfibi tipici del Paleozoico, di dimensioni medio-piccole e dalle abitudini semiacquatiche. Sembra che Isodectes, in particolare, fosse un membro basale del clade Dvinosauroidea, comprendente gli dvinosauri più specializzati.